# Warnow
Warnow är en cirka 155 kilometer lång flod i Mecklenburg-Vorpommern i nordöstra Tyskland. Näst Oder är den förbundslandets vattenrikaste flod. 
Staden Rostock växte fram kring Warnows mynning.

## Namn
Namnet (som uttalas [ˈvaʁnoː]) kommer från slaviskan och betyder kråkflod eller korpflod. 

## Avrinningsområde
Warnow har bifloderna Mildenitz (523 km²), Nebel (998 km²), Brüeler Bach och Beke (313 km²). Gemensamt avvattnar de en yta av 3 021 km². Vid Rostock har Warnow floden en medelvattenföring av 12,7 m³/s.

## Galleri

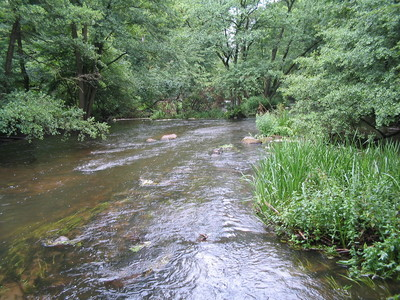
Warnow
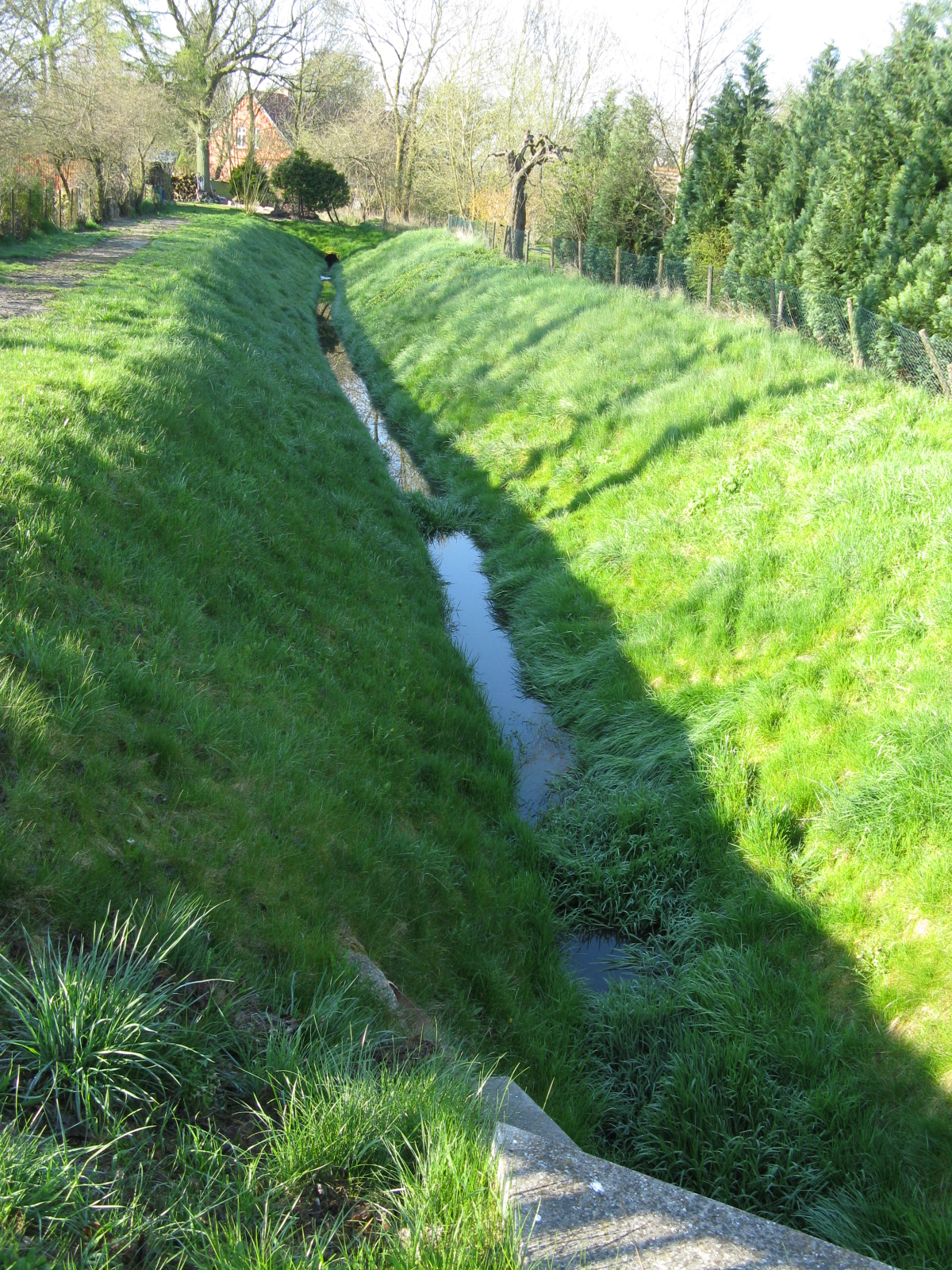
Warnow i Grebbin, där floden föds
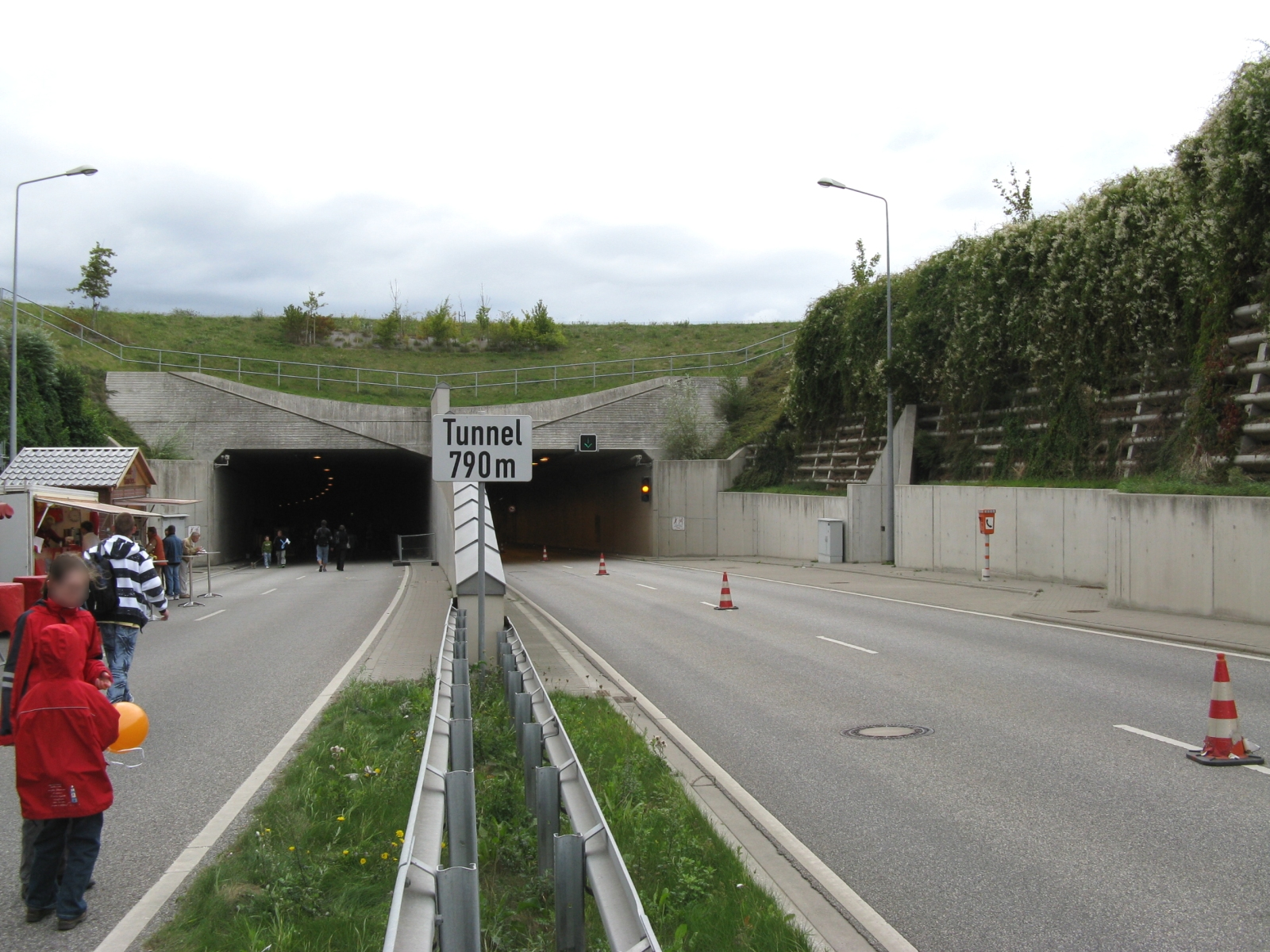
Warnowtunneln i Rostock